# Ґюнтер Бреннеке
Ґюнтер Бреннеке (нім. Günther Brennecke, 13 січня 1927 — 25 лютого 2014) — німецький хокеїст на траві.
Бронзовий призер Олімпійських Ігор 1956 року, учасник 1952 року.